# عيش شمسي
العيش الشمسي او الملتوت المصري هو خبز مصري يصنع من دقيق القمح ويمر بست مراحل. يحل محل العيش البلدي كمصدر رئيسي محلي. يتم عمل عجينة الخميرة في الليلة السابقة للخبيز حيث يتم وضع خميرة البرباسة في إناء صغير ويضاف كيلوجرام من الدقيق وكمية من الماء الدافيء ويتم العجن حتي تصبح العجينة سائلة ثم يغطى الإناء بغطاء محكم ويترك حتي صباح اليوم التالي، وفي الصباح تتم عملية العجين.
تستغرق مرحلة العجين ساعة تقريبا وبعدها يتم تجريص 'تقريص' العجين أي تقطيعه الي قرص صغيرة وترص الدور 'جمع دورة' تحت أشعة الشمس حتي يتم التخمير ثم تقوم احدي الفتيات المشاركات في العجين بعملية التجريح بواسطة الشوكة وعمل خط دائري حول قرص العجين وفي المنتصف يتم عمل الرقم 11 والخط الدائري هو معتقد فرعوني يرمز الي الإله رع رمز قرص الشمس.